# Новосюлкі (Холмський повіт)
Новосюлкі (пол. Nowosiółki) — село в Польщі, у гміні Холм Холмського повіту Люблінського воєводства. Населення — 192 особи (2011).

## Історія
За даними етнографічної експедиції 1869—1870 років під керівництвом Павла Чубинського, у селі здебільшого проживали греко-католики, які розмовляли українською мовою.
У 1921 році село входило до складу гміни Став Холмського повіту Люблінського воєводства Польської Республіки.
У 1975—1998 роках село належало до Холмського воєводства.

## Демографія
Станом на 10 вересня 1921 року в селі налічувалося 37 будинків та 217 мешканців, з них:
- 110 чоловіків та 107 жінок;
- 132 православні, 85 римо-католиків;
- 131 українець, 86 поляків.

Демографічна структура станом на 31 березня 2011 року:
|          | Загалом | Допрацездатний вік | Працездатний вік | Постпрацездатний вік |
| -------- | ------- | ------------------ | ---------------- | -------------------- |
| Чоловіки | 93      | 21                 | 63               | 9                    |
| Жінки    | 99      | 24                 | 53               | 22                   |
| Разом    | 192     | 45                 | 116              | 31                   |